# Randolph (Utah)
Randolph je správní město okresu Rich County ve státě Utah ve Spojených státech. K roku 2010 zde žilo 467 obyvatel. S celkovou rozlohou 2,7 km² byla hustota zalidnění 180 obyvatel na km².